# St. Anger (nummer)
St. Anger is een nummer van de metalband Metallica dat op 27 mei 2003 uitkwam. Het is het tweede nummer op het gelijknamige album St. Anger. Het nummer won een Grammy Award in 2004 voor de beste metal performance en was genomineerd voor beste rockvideo op de MTV Video Music Awards in 2003. De muziekvideo werd opgenomen in de San Quentin gevangenis. Het was de eerste video waarin Robert Trujillo als nieuwe bassist te zien was.

## CD-Uitgaven
Cd-single 1
1. St. Anger
2. Commando (Ramones cover)
3. Today Your Love, Tomorrow the World (Ramones cover)
4. St. Anger (Radio Versie)

Cd-single 2
1. St. Anger
2. Now I Wanna Sniff Some Glue (Ramones cover)
3. Cretin Hop (Ramones cover)
4. St. Anger - Muziek Video

12" vinyl
1. St. Anger
2. We're a Happy Family (Ramones cover)